# Botanisches Schutzgebiet Upninkai
Das Botanische Schutzgebiet Upninkai (lit. Upninkų botaninis draustinis) ist ein Schutzgebiet (lit. draustinis) der Botanik um Upninkai in Litauen. Es liegt im Amtsbezirk Upninkai der   Rajongemeinde Jonava, Bezirk Kaunas. Das gesamte Territorium beträgt 1010 ha. Geschützt wird  eine reiche Vielfalt von Flora. Stellvertretend sind hier die im Rotbuch Litauens gelisteten seltenen Pflanzen. Das Schutzgebiet wurde 1992 vom Staat errichtet.